# Hardricourt
Hardricourt es una comuna francesa situada en el departamento de Yvelines, de la región de Isla de Francia.

## Demografía
| 1402 | 1431 | 1636 | 1568 | 1989 | 1918 | 2090 | 2392 |
| Para los censos de 1962 a 1999 la población legal corresponde a la población sin duplicidades (Fuente: INSEE [Consultar]) |      |      |      |      |      |      |      |